# Montagu Love
Pour les articles homonymes, voir Montagu (homonymie) et Love.
Montagu Love est un acteur et un illustrateur anglais, né Harry Montagu Love à Portsmouth (Hampshire, Angleterre) le 15 mars 1877, mort à Beverly Hills (Californie) le 17 mai 1943.

## Biographie
Il commence sa carrière d'acteur au théâtre, dans son pays natal, puis vient en 1913 aux États-Unis — où il s'installe alors —, à l'occasion d'une tournée passant par Broadway (il s'y produira dans une vingtaine de pièces, depuis The Second in Command en 1913 jusqu'à Richard of Bordeaux en 1934).
Il participe à son premier film en 1914 et sera très actif durant la période du cinéma muet. Dans les années 1920, il joue souvent des rôles de méchants, aux côtés notamment de Rudolph Valentino, Lillian Gish ou John Barrymore. À l'avènement du parlant, il poursuit sa carrière au cinéma, jusqu'à un dernier film en 1943 — l'année de sa mort — (Devotion, sorti en 1946). Ses partenaires seront alors, entre autres, Errol Flynn, Tyrone Power, Olivia de Havilland ou Clark Gable.
Il est parfois crédité « Montague Love ».

## Filmographie partielle

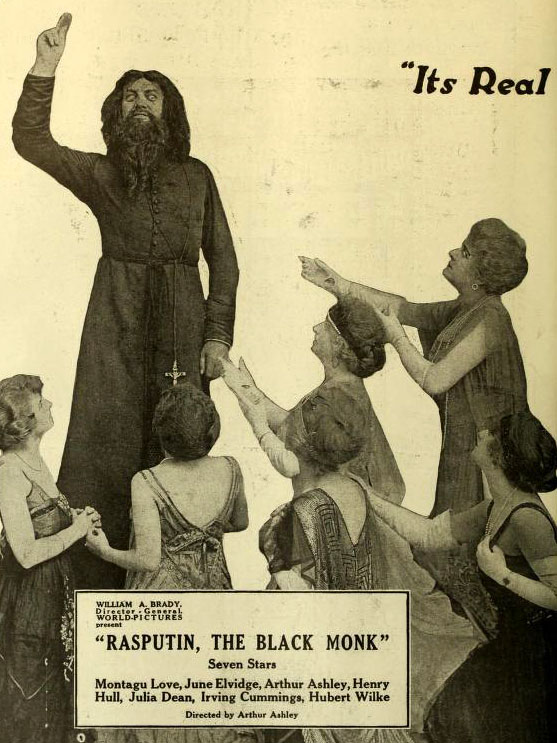
Rasputin, the Black Monk (1917)

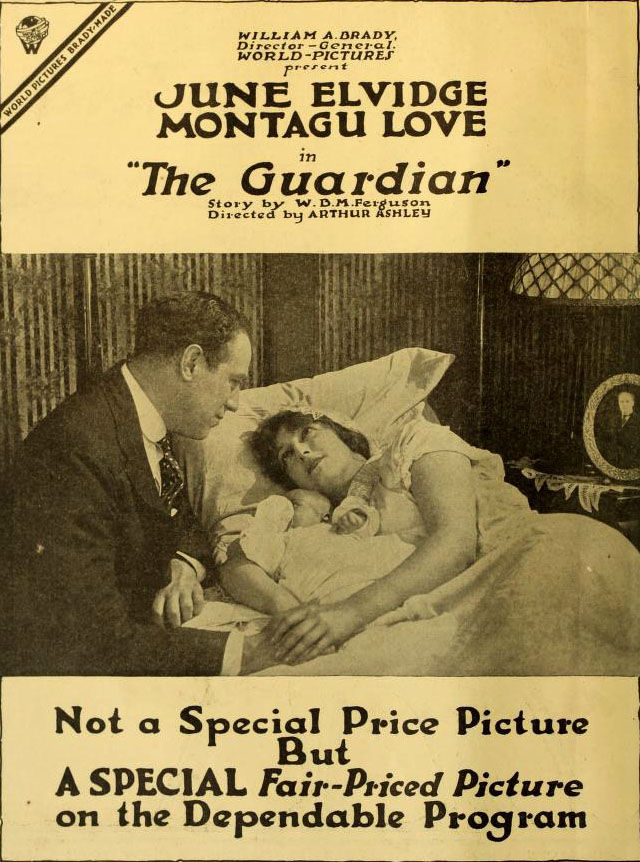
The Guardian (1917)

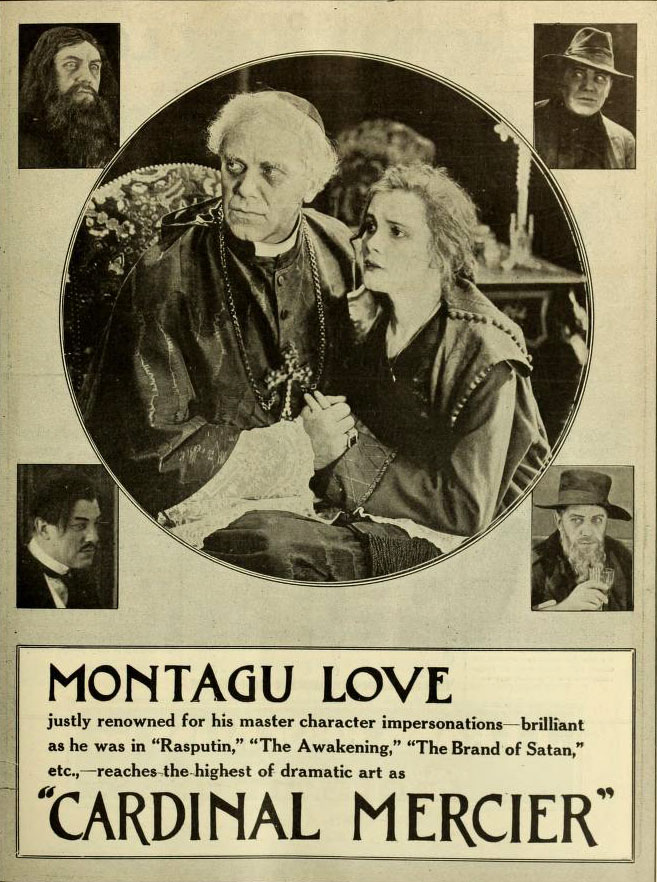
Cardinal Mercier, titre provisoire de The Cross Bearer (1918)

- 1914 : The Suicide Club (en) de Maurice Elvey
- 1917 : Rasputin, the Black Monk
- 1917 : The Guardian (en)
- 1918 : The Cross Bearer de George Archainbaud
- 1921 : Forever (en) de George Fitzmaurice
- 1921 : The Case of Becky réalisé par Chester M. Franklin
- 1922 : The Darling of the Rich de John G. Adolfi
- 1922 : Le Foyer en péril (What's Wrong with the Women?) de Roy William Neill
- 1923 : La Ville éternelle (The Eternal City) de George Fitzmaurice
- 1924 : Sinners in Heaven d'Alan Crosland
- 1924 : A Son of the Sahara d'Edwin Carewe
- 1926 : Don Juan d'Alan Crosland
- 1926 : Raymond s'en va-t-en guerre (Hands Up!) de Clarence G. Badger
- 1926 : Le Fils du cheik (The Son of the Sheik) de George Fitzmaurice
- 1927 : Le Roi des rois (The King of Kings) de Cecil B. DeMille
- 1927 : La Nuit d'amour (The Night of love) de George Fitzmaurice
- 1927 : Rose of the Golden West de George Fitzmaurice
- 1928 : Le Vent (The Wind) de Victor Sjöström
- 1928 : Le Dernier Avertissement (The Last Warning) de Paul Leni
- 1928 : La Divine Lady (The Divine Lady) de Frank Lloyd
- 1929 : Bulldog Drummond de F. Richard Jones
- 1929 : L'Île mystérieuse (The Mysterious Island) de Lucien Hubbard
- 1929 : Her Private Life d'Alexander Korda : Sir Bruce Haden
- 1930 : Quand l'amour appelle (Love Comes Along) de Rupert Julian
- 1930 : Cœur et Cambriole (Double Cross Roads) de George E. Middleton et Alfred L. Werker
- 1930 : A Notorious Affair de Lloyd Bacon
- 1930 : Reno de George Crone
- 1930 : Inside the Lines de Roy Pomeroy
- 1930 : Outward Bound de Robert Milton
- 1930 : Kismet de John Francis Dillon
- 1930 : The Cat Creeps de Rupert Julian et John Willard
- 1931 : The Lion and the Lamb de George B. Seitz
- 1931 : Alexander Hamilton de John G. Adolfi
- 1932 : Love Bound de Robert F. Hill
- 1932 : Stowaway de Phil Whitman
- 1932 : Vanity Fair de Chester M. Franklin
- 1932 : Midnight Lady de Richard Thorpe
- 1932 : The Riding Tornado de D. Ross Lederman
- 1932 : The Silver Lining d'Alan Crosland
- 1932 : Out of Singapore de Charles Hutchison
- 1933 : His Double Life de Arthur Hopkins
- 1933 : The Mystic Hour (en) de Melville De Lay
- 1934 : Menaces (Menace) de Ralph Murphy
- 1934 : Mystères de Londres (Limehouse Blues) d'Alexander Hall
- 1935 : Clive of India de Richard Boleslawski
- 1935 : Les Croisades (The Crusades) de Cecil B. DeMille
- 1935 : Hi Gaucho de Thomas Atkins
- 1935 : L'Homme qui fait sauter la banque (The Man Who Broke the Bank at Monte Carlo) de Stephen Roberts
- 1936 : Le Médecin de campagne (The Country Doctor) de Henry King
- 1936 : Le Pacte (Lloyd's of London) de Henry King
- 1936 : L'Or maudit (Sutter's Gold) de James Cruze
- 1936 : Champagne Charlie de James Tinling
- 1936 : L'Ange blanc (The White Angel) de William Dieterle
- 1936 : Sing, Baby, Sing de Sidney Lanfield
- 1936 : Reunion de Norman Taurog
- 1936 : Tourbillon blanc (One in a Million) de Sidney Lanfield
- 1937 : Le Prince et le Pauvre (The Prince and the Pauper) de William Keighley
- 1937 : La Vie privée du tribun (Parnell) de John M. Stahl
- 1937 : La Vie d'Émile Zola (The Life of Emile Zola) de William Dieterle
- 1937 : Une demoiselle en détresse (A Damsel in Distress) de George Stevens
- 1937 : Londres la nuit (London by Night) de Wilhelm Thiele
- 1937 : Le Prisonnier de Zenda (The Prisonner of Zenda) de John Cromwell
- 1937 : Cette nuit est notre nuit (Tovarich) d'Anatole Litvak
- 1938 : Les Flibustiers (The Buccaneer) de Cecil B. DeMille
- 1938 : Les Aventures de Robin des Bois (The Adventures of Robin Hood) de Michael Curtiz et William Keighley
- 1938 : Le Proscrit (Kidnapped) d'Otto Preminger et Alfred L. Werker
- 1938 : Le Roi des gueux (If I Were King) de Frank Lloyd
- 1939 : Gunga Din de George Stevens
- 1939 : Juarez de William Dieterle
- 1939 : Les Fils de la Liberté (Sons of Liberty) (court-métrage) de Michael Curtiz
- 1939 : Nous ne sommes pas seuls (We Are Not Alone) d'Edmund Goulding
- 1939 : L'Homme au masque de fer (The Man in the Iron Mask) de James Whale
- 1939 : Les Maîtres de la mer (Rulers of the Sea) de Frank Lloyd
- 1940 : La Balle magique du Docteur Ehrlich (Dr. Ehrlich's Magic Bullet) de William Dieterle
- 1940 : Le Grand Passage (Northwest Passage) de King Vidor

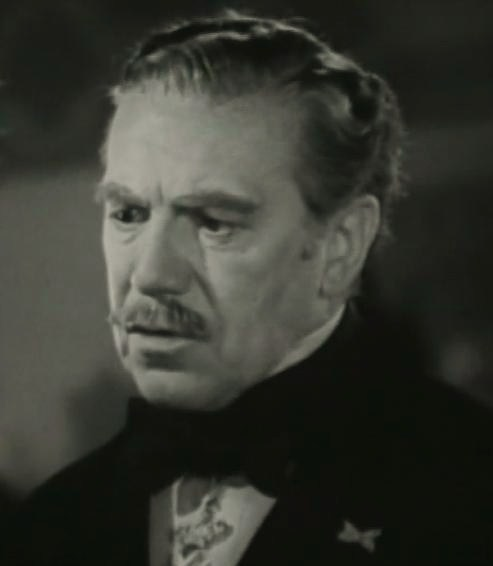
Dans Le Fils de Monte-Cristo (1940)

- 1940 : L'Étrangère (All this, and Heaven too) d'Anatole Litvak
- 1940 : L'Aigle des mers (The Sea Hawk) de Michael Curtiz
- 1940 : Une dépêche Reuter (A Dispatch from Reuter's) de William Dieterle
- 1940 : Les Tuniques écarlates (North West Mounted Police) de Cecil B. DeMille
- 1940 : Le Signe de Zorro (The Mark of Zorro) de Rouben Mamoulian
- 1940 : Le Fils de Monte-Cristo (The Son of Monte Cristo) de Rowland V. Lee
- 1941 : Les Trappeurs de l'Hudson (Hudson's Bay) d'Irving Pichel
- 1941 : Le Diable s'en mêle (The Devil and Miss Jones) de Sam Wood
- 1941 : Shining Victory d'Irving Rapper
- 1942 : Lady for a Night de Leigh Jason
- 1942 : André et les Fantômes (The Remarkable Andrew) de Stuart Heisler
- 1942 : La Voix de la terreur (Sherlock Holmes and the Voice of Terror) de John Rawlins
- 1942 : Tennessee Johnson de William Dieterle
- 1943 : Et la vie recommence (Forever and a Day) d'Edmund Goulding, Cedric Hardwicke & al.
- 1943 : Tessa, la nymphe au cœur fidèle (The Constant Nymph) d'Edmund Goulding
- 1943 : Holy Matrimony de John M. Stahl
- 1946 : La Vie passionnée des sœurs Brontë (Devotion) de Curtis Bernhardt (tourné en 1943)

## Théâtre (à Broadway)
- 1913 : The Second in Command de Robert Marshall
- 1913 : The Ghost of Jerry Bundler de Charles Rock et W.W. Jacobs
- 1913 : Beauty and the Barge de Louis N. Parker et W.W. Jacobs
- 1913-1914 : Grumpy de Horace Hodges et T. Wigney Percyval
- 1914 : A Woman killed with Kindness de Thomas Hayward, avec Frank Morgan
- 1915 : The Adventure of Lady Ursula d'Anthony Hope
- 1915 : You never can tell, Candida et Arms and the Man de George Bernard Shaw
- 1915 : Search Me d'Augustin MacHugh
- 1915 : Husband and Wife de Charles Kenyon
- 1915-1916 : The Ware Case de George Pleydell, avec John Halliday
- 1916 : The Great Pursuit de C. Haddon Chambers
- 1921 : The Survival of the Fittest de George Atkinson
- 1930 : A Kiss of Importance d'André Picard et H. M. Harwood, adaptation d'Arthur Hornblow Jr., mise en scène de Lionel Atwill, avec Basil Rathbone, Ivan F. Simpson
- 1932 : Firebird, adaptation de Jeffrey Dell d'après Lajos Zilahy, avec Judith Anderson, Ian Keith, Henry Stephenson
- 1933 : Hangman's Whip de Norman Reilly Raine et Frank Butler, avec Helen Flint, Ian Keith, Barton MacLane
- 1933 : Birthright de Richard Maibaum, mise en scène de Robert Rossen, avec Don Beddoe, Edgar Stehli
- 1934 : The Wooden Slipper de Samson Raphaelson, avec Lionel Stander
- 1934 : Richard of Bordeaux de Gordon Daviot